# Контрексевиль
Контрексевиль (фр. Contrexéville) — коммуна во Франции, в регионе Гранд-Эст, департамент Вогезы. Население — 3337 человек (2011).
Муниципалитет расположен на расстоянии около 280 км к востоку от Парижа, 110 км к югу от Меца, 45 км к западу от Эпиналя.
До 2015 года муниципалитет находился в составе региона Лотарингия . С 1 января 2016 года входит в новый объединённый регион Гранд-Эст .

## Города-побратимы
- Бад-Раппенау, Германия
- Лландриндод Уэллс, Уэльс
- Лузу, Португалия
- Меальяда, Португалия